# 井上竹次郎
井上竹次郎（いのうえたけじろう、1849年（嘉永2年2月） - 1909年6月25日）は、明治時代の実業家。歌舞伎座の経営者。日本最古の動画である『紅葉狩』の制作を提案した人物としても著名。

## 概要
1849年（嘉永2年2月）に京都で生まれた。土佐藩士の後藤象二郎の義弟に当たる。また、姪に料理研究家の村井多嘉子（村井弦斎の妻）がいる。
1890年（明治23年）に証券業界に参入し、株式投機で成功する。1896年（明治29年）に田村成義らとともに千葉勝五郎から歌舞伎座を買収し、副社長となった。その後、社長・支配人に上り詰め、1899年（明治32年）11月には歌舞伎舞踊『紅葉狩』をドキュメンタリーフィルムに収めることを提案し、これが日本最古の動画となった。1906年（明治39年）に引退。10月に行われた最後の興行では初代鴈治郎に出演を乞い、花を添えてもらったところ大当たりとなった。10月興行の後、株式を売却して社長の座を大河内輝剛に譲った。
1909年（明治42年）6月25日に61歳で死去した